# 3년 대기근
3년 대기근(중국어: 三年大饥荒) 또는 중국 대기근은 1959년부터 1961년까지 중화인민공화국에서 일어난 기근이다. 학자에 따라 1958년이나 1962년까지 기간에 포함하기도 한다. 인류 역사상 가장 많은 사람을 죽인 기근이자 인재(人災) 중 하나로 널리 알려져 있으며, 기아로 인한 사망자 수는 수천만(추정에 따라 1,500만에서 5,500만)에 달한 것으로 추산된다. 가장 큰 피해를 입은 성은 안후이(사망률 18%), 충칭(15%), 쓰촨(13%), 구이저우(11%), 후난(8%)이었다.
기근의 주요 원인은 중국 공산당 주석 마오쩌둥이 시작한 대약진 운동(1958~1962년)과 인민공사 정책이다. 이 정책에 따라 국가 계획 경제 하에 식량이 비효율적으로 분배되었고, 열악한 농업 기술이 사용되었고, 참새 개체수를 줄인 제사해 운동에 따른 생태계 파괴가 일어났고, 곡물 생산량의 보고가 과장되었고, 수백만 명의 농업민이 철강 생산으로 전환하도록 명령받았다. 1962년 초 칠천인 대회에서 당시 중국 주석이었던 류샤오치는 공식적으로 기근의 "30%는 천재, 70%는 인재("三分天灾, 七分人祸")라고 시인했다. 개혁 개방 이후 중국 공산당은 1981년 6월 대기근이 주로 대약진 운동과 반우파 운동이라는 실수에 기인하며, 일부 자연재해와 중소 분쟁의 영향이 있었다고 공식 발표했다.

## 같이 보기
- 대약진 운동
- 마오주의